# Brescia
Pour les articles homonymes, voir Brescia (homonymie).
Brescia ['breʃ:a] ou Brèche en français, est une ville italienne d'environ 196 000 habitants, située dans la province de Brescia, dont elle est le chef-lieu, en Lombardie, région de la plaine du Pô, au pied des Alpes, du mont Madeleine (874 mètres) dans le nord-ouest de l'Italie. La ville est traversée par la rivière Mella, un affluent de l'Oglio.
La surface urbaine, qui englobe aussi des communes limitrophes, a une population entre 350 000 et 500 000 habitants, selon les critères de délimitation.
La zone archéologique monumentale du forum romain et le monastère Santa Giulia font partie d'un groupe de sept sites connus comme « Les Lombards en Italie. Lieux de pouvoir (568-774 après J.-C.) », déclarés sites du patrimoine mondial par l'UNESCO en 2011.

## Toponymie
Le nom de Brescia est l'adaptation en vénitien du lombard Brèsa, lui-même dérivé du longobard Brexia, qui trouve son origine dans le nom romain de la ville appelée colonia civica Augusta Brixia en l'honneur d'Auguste.
Ce nom latin de Brixia (comme sa variante Βρηξία) est bien documenté à l'époque classique (Catulle, Tite-Live, Pline l'Ancien, etc.) ; il dérive du radical gaulois *brica / *briga (sommet, colline, hauteur), radical qui se retrouve dans d'autres toponymes de l'aire d'influence celtique (Bresse, la Brie, Bressanone, etc.)

## Histoire

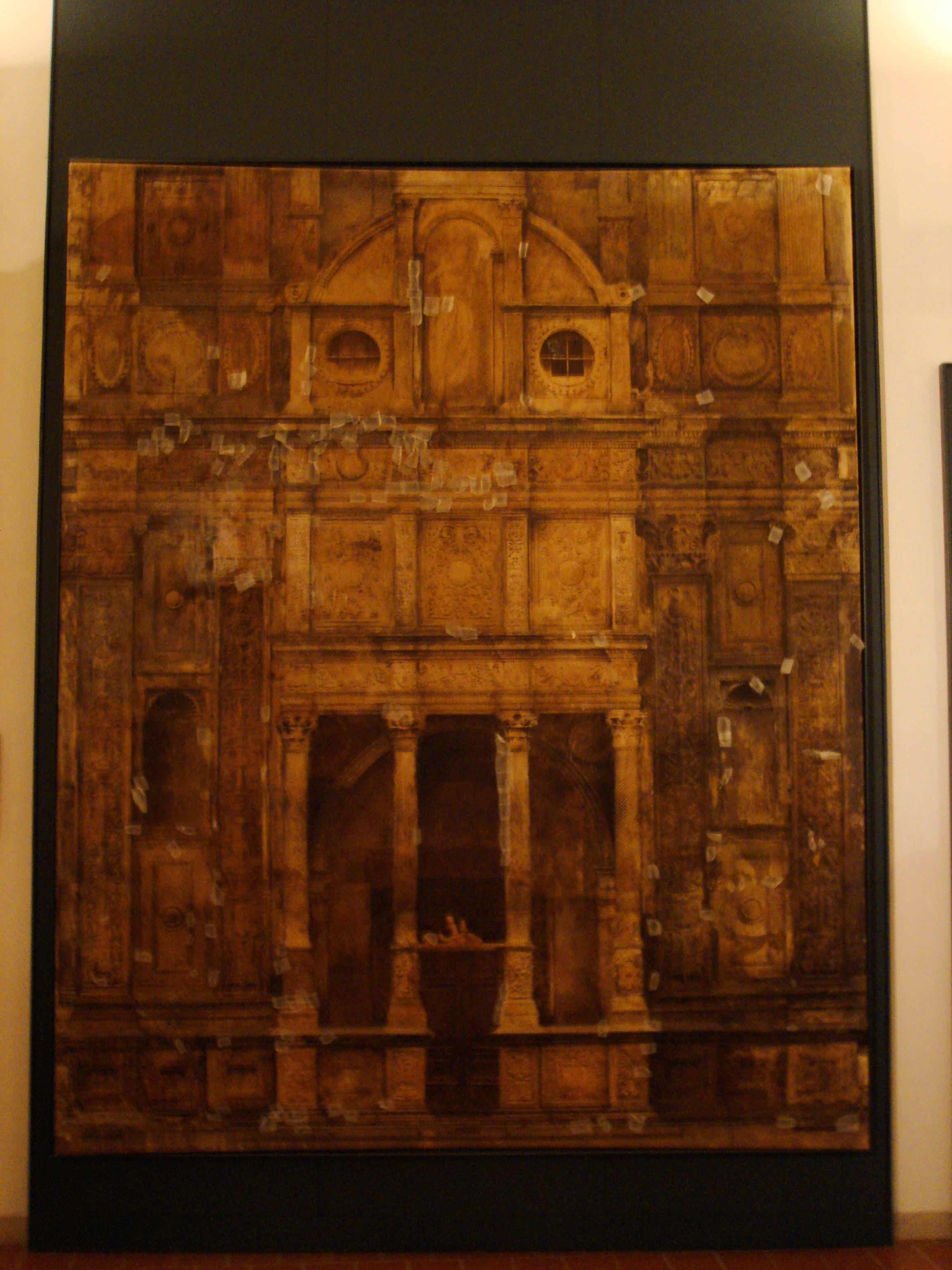
Santa Maria dei Miracoli.
Photo Giacomo Rossetti, 1873.

### Antiquité
Les premières traces de peuplement datent de l'âge du bronze.
Brescia a été la capitale des Cénomans, un peuple celte originaire de la région du Mans venu s'installer en Italie septentrionale au Ve siècle av. J.-C. On y parle le brescian (it). Les Cénomans furent combattus en 187 av. J.-C. par les Romains mais ce n'est qu'en 49 av. J.-C., sous Jules César, que la ville obtint le statut de civitas et que ses habitants se virent attribuer la citoyenneté romaine. Sous l'empereur Auguste fut construit en l'an 26 av. J.-C. le premier aqueduc qui sera terminé sous le règne de l'empereur Tibère. Les anciens temples républicains sont remplacés en 73 sous le règne de Vespasien par un capitole dédié aux trois divinités de la triade capitoline. Il s'ensuivit une période de paix et de prospérité économique notamment grâce à l'agriculture, au commerce, aux carrières de marbre, et aux exploitations minières, qui firent de la ville l'un des pôles centraux du nord de la péninsule.
En 452, Attila saccagea la ville.

### Moyen Âge
De 568 à 774, les Lombards, un peuple venu de Pannonie mais originaire, selon leur tradition orale, de Scandinavie méridionale, de Scanie, y installent un important duché. En 760, la ville se dote d'un nouvel aqueduc ainsi que de nombreuses œuvres urbaines. À la fin du VIIe siècle, le duc de Brescia Alahis, un arien, usurpa le trône lombard.
Durant près de quatre siècles, plus exactement de 1404 à 1797, la ville est un territoire de la république de Venise.

### Époque moderne
En février 1512, le chevalier Bayard prend la ville avec Gaston de Foix-Nemours ; il y sera blessé d'un coup de pique. La ville se révolte contre la domination française le 18 février 1512 lors du Sac de Brescia.

### Époque contemporaine
Durant le Risorgimento, Brescia se distingue par la révolte contre les Autrichiens, appelée les Dix jours de Brescia (mars 1849), qui lui vaut l’appellation de La Lionne d’Italie pour sa résistance. Cette appellation, attribuée à Giosuè Carducci, est une allusion au Lion, le symbole héraldique de la ville.
En 1859, la ville est rattachée au royaume d'Italie et son destin se confond alors avec celui de l'unité italienne.
Témoin en 1859 de la bataille de Solférino, Henry Dunant, horrifié par le sort des blessés qu'il voyait sur le champ de bataille, ainsi qu'à Brescia (40 000 habitants à l'époque) qui vit affluer plus de 30 000 blessés, eut l'idée de fonder, à son retour à Genève, la Croix-Rouge. Dans Un souvenir de Solférino, Henri Dunant parle de cette bataille et revient à plusieurs reprises sur le dévouement des habitants de Brescia pour venir en aide aux blessés.
La ville fut l'une des quatre capitales de la République sociale italienne ou République de Salò de 1943 à 1945.
Du 14 février 1944 au 18 avril 1945, la ville est massivement bombardée par l'aviation anglo-américaine. Les pertes sont lourdes et touchent le centre historique ainsi que les abords de la voie ferrée. Trois églises et près de 2 000 habitations furent détruites ou endommagées.
Le 28 mai 1974 a eu lieu l'attentat de la place de la Loggia. Une bombe, cachée dans une poubelle, explose sous les arcades lors d'une manifestation antifasciste sur cette place, faisant huit morts et 102 blessés,.

## Titres honorifiques
La ville de Brescia est la troisième parmi les 27 villes italiennes honorées par une médaille d’or comme « Benemerita del Risorgimento nazionale » (méritante de la Renaissance nationale).
Brescia est également décorée de la médaille militaire pour son action pendant la Guerre de Libération (Résistance en Italie pendant la Seconde Guerre mondiale), et notamment à cause des sacrifices de sa population et de son activité dans la lutte partisane au cours de la Seconde Guerre mondiale.

## Culture

### Histoire de l'art
Pendant la domination malatestienne (1404-1421) et vénitienne (1426-1797) de nombreux échanges ont été tissés avec la ville de Bergame, qui se trouvait dans la même situation.

Le couronnement de la Vierge, fresque du XVe siècle dans l'église Chiesa di Santa Maria del Carmine, réalisée dans le cercle du peintre Paolo da Caylina l'Ancien.

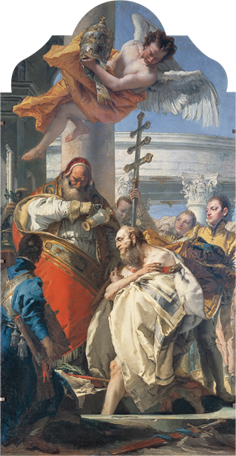
Saint Sylvestre baptise Constantin Giambattista Tiepolo, 1757-1759église S. Silvestro, autel Majeur
Folzano

Une école de peinture homogène naquit néanmoins à Brescia, sous l'impulsion d'Alessandro Bonvicino, dit Il Moretto da Brescia (1498-1554), avec Savoldo et Il Romanino (1484-1566). Il Moretto forma Giovanni Battista Moroni, grand portraitiste bergamasque, qui fonda le courant pictural de la « peinture de la réalité ». Ses personnages étaient ancrés dans leurs occupations quotidiennes, contrairement à ceux du Titien qui arboraient les symboles de leur pouvoir. Ce style de peinture a marqué les arts plastiques de Bergame et de Brescia jusqu'au XVIIIe siècle.
En 1687, le peintre vénitien Andrea Celesti, y créa un atelier, et fut nommé prieur du collège des peintres vénitiens au sein de la guilde locale. Il réalisa des œuvres conservées dans le Palazzo Bettoni (it).
Le village de Folzano conserve sur l'autel majeur de son église un tableau de Giambattista Tiepolo, Saint Sylvestre baptise Constantin, daté de 1757-1759.

### Musique
Le festival international de piano au Teatro Grande, fondé en 1664, se déroule entre le mois d'avril et juin, avec thème différent chaque année.

### Monuments
- La Rotonda, le Duomo Vecchio de Brescia construit sur l'emplacement d'une église du VIIIe siècle.
- La préfecture au Broletto, l'ancien palazzo comunale.
- Madonna col Bambino e angeli, huile sur toile (1538), Brescia, Palazzo della Congrega della Carità Apostolica.
- Le château qui domine la ville, érigé aux XIIe et XIIIe siècles sur le Mont Cidneo, et modifié au cours des siècles. Il abrite également plusieurs musées dont celui du « Risorgimento ».

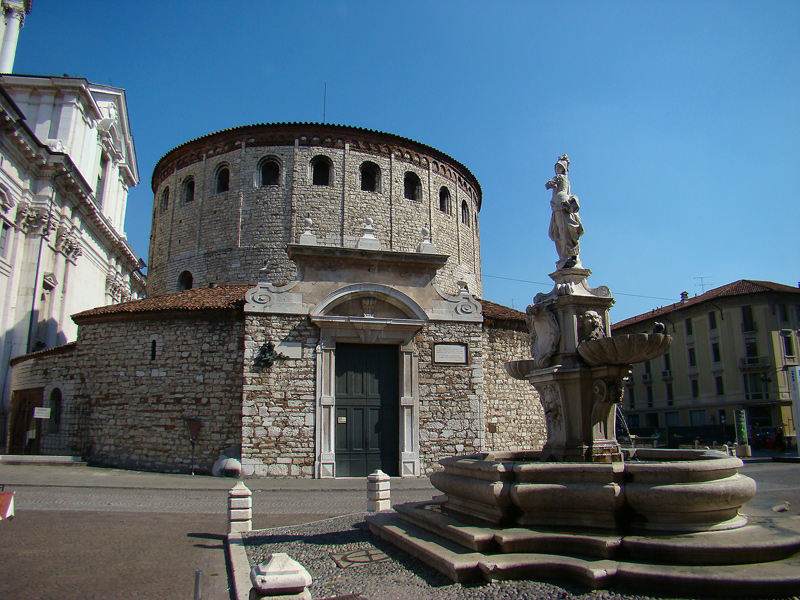
La Rotonda (Duomo Vecchio de Brescia).
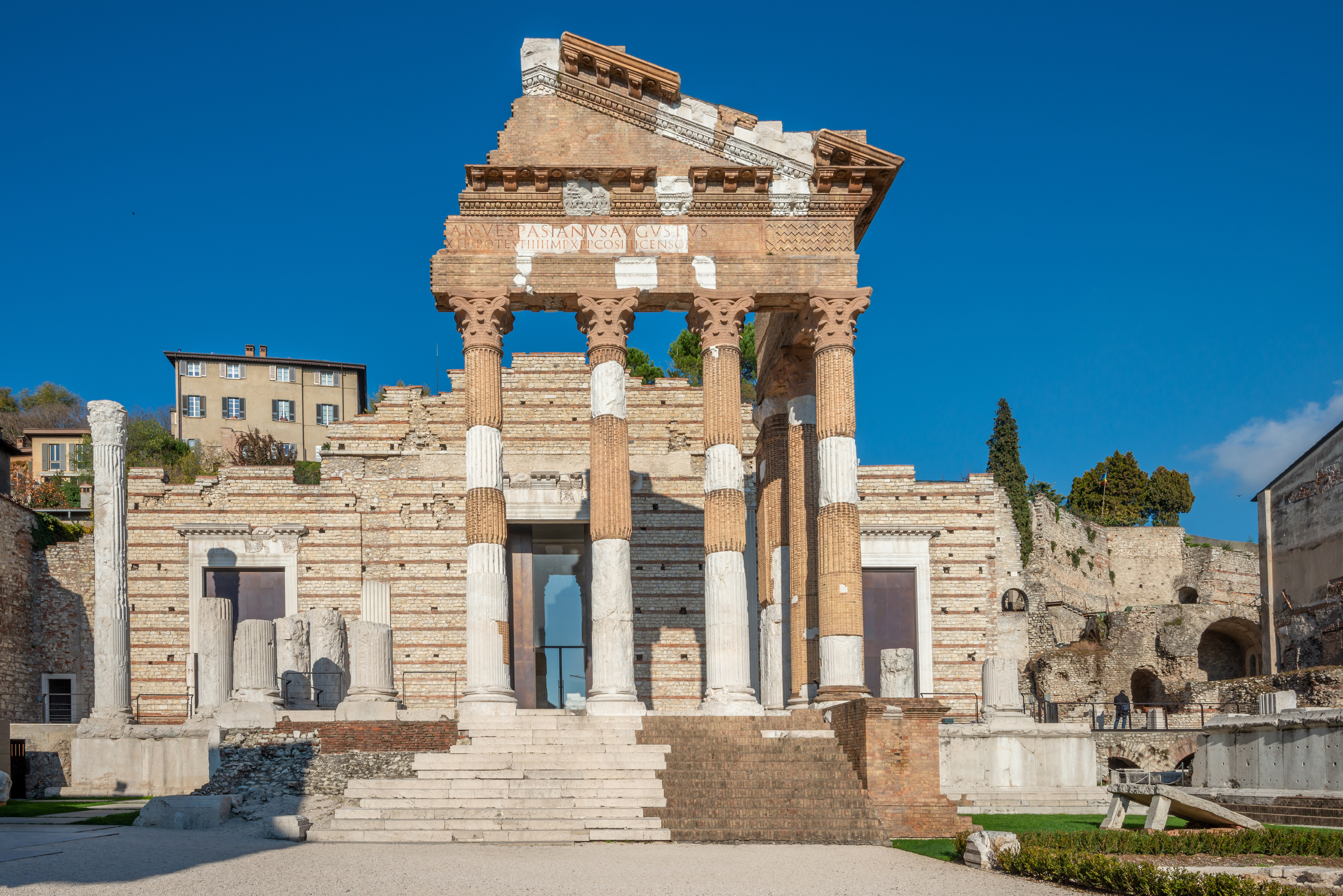
La « Piazza del Foro » à Brescia et le temple capitolin.
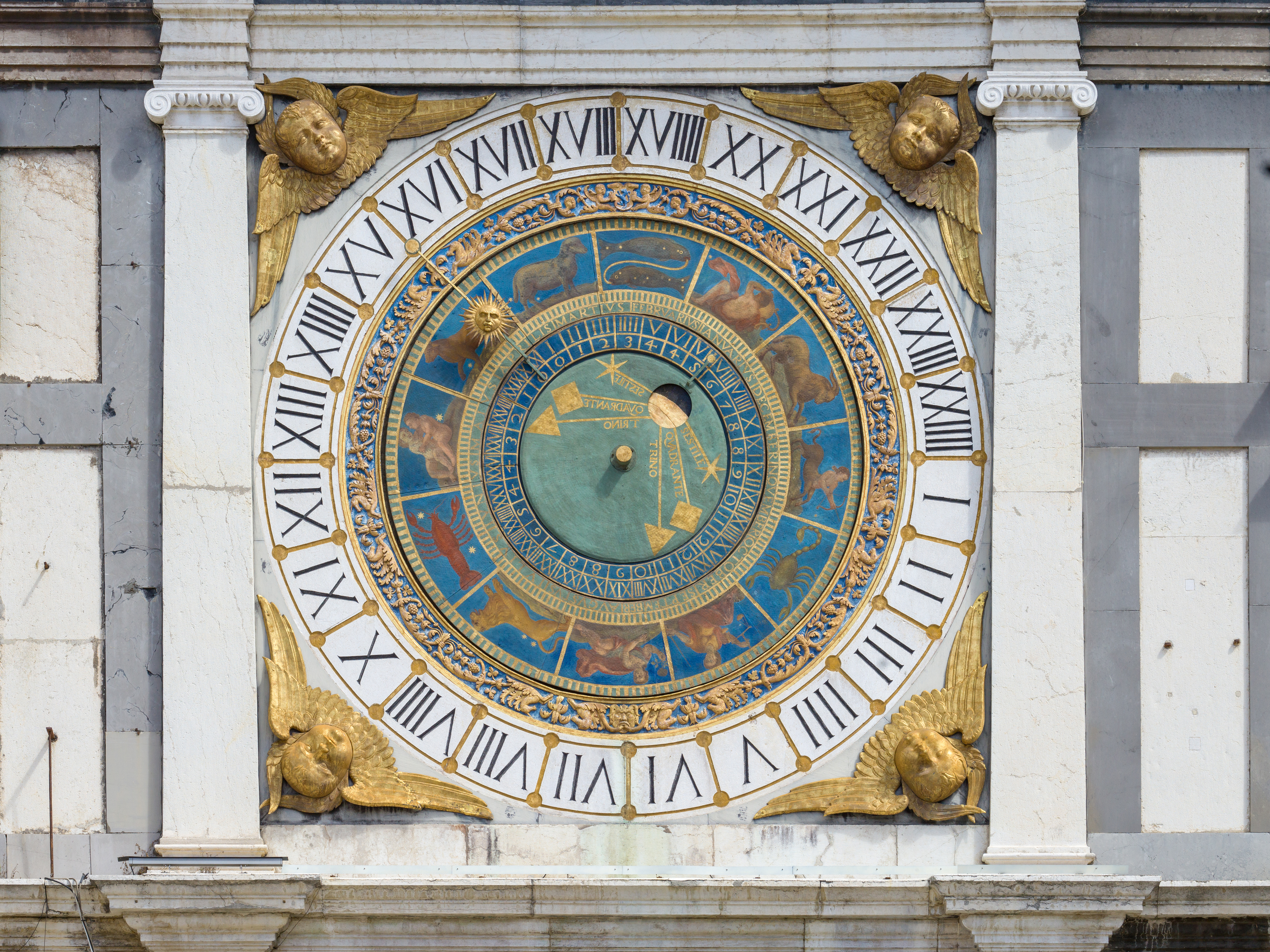
Le cadran de la tour de l'horloge à Brescia. Mai 2019.

Plusieurs places (correspondant aux différents centres historiques de la ville successifs) :
- la piazza della Loggia (« place de la Loge »), l'ensemble architectonique le plus homogène de la ville et un splendide exemple de place entourée en style Renaissance ; le bâtiment principal est la « Loggia », aujourd’hui hôtel de ville, commencé en 1492 sous la direction de Filippino de Grassi. Afin de protéger des incendies fréquents les boutiques en bois situées à gauche de la place, a été construit au cours du XIVe siècle un mur avec des pierres d'origine romaine retrouvées dans les tranchées pour les fondations ;
- la piazza della Vittoria (« place de la Victoire ») est un ensemble urbanistique réalisé dans les années 1930 qui s'inspire du rationalisme architectonique typique de l'architecte Piacentini. Les nouveaux bâtiments abritent l'hôtel de Poste et le parc de stationnement souterrain le plus central de la ville ;
- le palais Averoldi est décoré de fresques par les peintres Il Romanino et le jeune Lattanzio Gambara qui deviendra son gendre : * Allégories des saisons et des personnages mythologiques.

Plusieurs palais :
- le palais Lechi, est décoré par les mêmes peintres avec L'automne et l'hiver, des figures allégoriques et putti ;
- le palais de la Congrégation de la Charité Apostolique contient une Vierge à l'enfant avec des anges peinte par Il Romanino en 1538.

### Églises
- Le Duomo Nuovo (la cathédrale) contient des panneaux recto-verso d'un orgue réalisés par il Romanino entre 1539 et 1540 : La naissance de Marie, La Visitatione, Le Mariage de la Vierge
- Le Duomo Vecchio contient deux tableaux d'Il Romanino, La Chute de la Manne et L'eau jaillit de la roche, datant de 1555
- La basilique San Salvatore reconstruite au XIe siècle sur une église précédente datant du VIIIe siècle, contient les fresques de l'Histoire de saint Obice, réalisées par Il Romanino en 1526-1527
- L'église San Giovanni Evangelista vit le début de la décoration de la chapelle du Saint-Sacrement par Alessandro Bonvicino (« Moretto ») et Il Romanino, en 1521 : La messe de saint Grégoire et Six Prophètes. Laissée inachevée cette décoration sera complétée par deux autres peintres dans la première moitié des années quarante : Le Repas chez le pharisien, La Résurrection de Lazare, Saint Matthieu et Saint Jean Évangéliste. L'église contient également le retable de saint Roch peint par il Romanino.
- L'église San Lorenzo contenait La Déploration du Christ mort peint pour elle par il Romanino en 1510. Cette œuvre est maintenant aux Gallerie dell'Accademia de Venise.
- L'église San Francesco contient deux œuvres d'Il Romanino : La Pietà, et la Madone et les saints réalisée à la fin de 1516 pour l'autel majeur
- l'église Saint-Nazaire-et-Saint-Celse de Brescia abrite un très important patrimoine artistique datant en grande partie de la Renaissance et comportant, entre autres, un polyptyque du Titien et des tableaux des peintres brescians Moretto, Romanino, Paolo da Caylina l'Ancien, Paolo da Caylina le Jeune et Antonio Gandino
- L'église Sant'Alexandre contenait un polyptyque de Il Romanino daté des environs de 1524, maintenant conservé à la National Gallery de Londres.
- L'église San Domenico contenait le Couronnement de la Vierge avec des saints d'Il Romanino, datant de la fin des années 1520, aujourd’hui conservés à la Pinacothèque Tosio Martinengo.
- L'église Saint Clement contient La Résurrection du Christ avec saint Clément et sainte Thérèse, peinte par Il Romanino
- L'église Santa Maria di Calchera contient une Messe de saint Apollonio, peinte en 1525 par Il Romanino
- L'église paroissiale de Urago Mella, contient une Annonciation peinte par Il Romanino avec Callisto Piazza
- Église Santa Maria della Pace de Brescia contient une Presentation at Temple (1747), retable principal, huile sur toile 505 × 257 cm de Pompeo Batoni (1708 - 1787).

La cathédrale de Brescia, le Duomo Vecchio de Brescia, sur la piazza Paolo VI. À l'arrière-plan, le palace Broletto. Photo juin 2019.
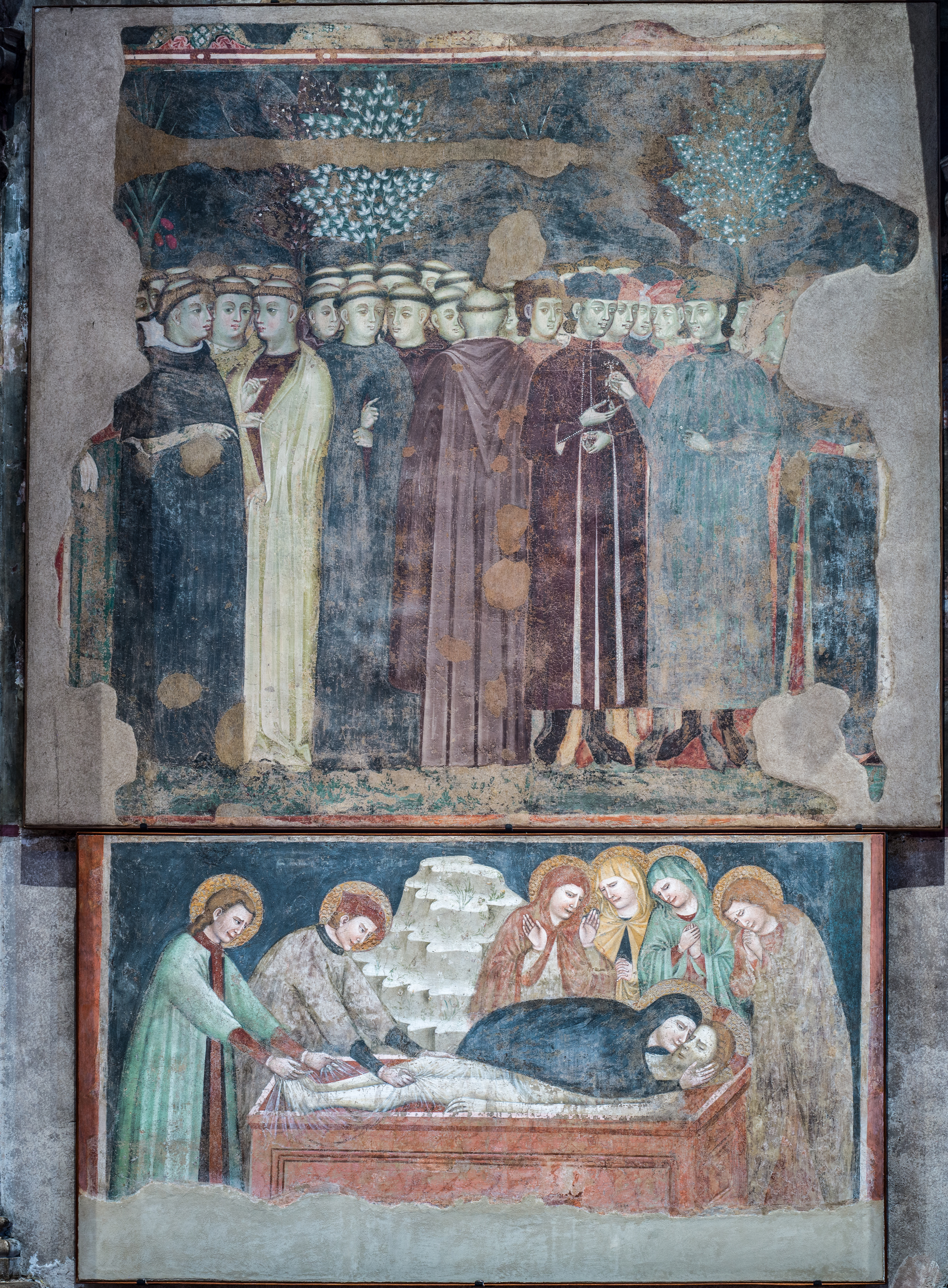
Fragment de fresque à la manière de Giotto di Bondone (dit Giotto) d'un anonyme au XIVe siècle dans l'église San Francesco à Brescia.
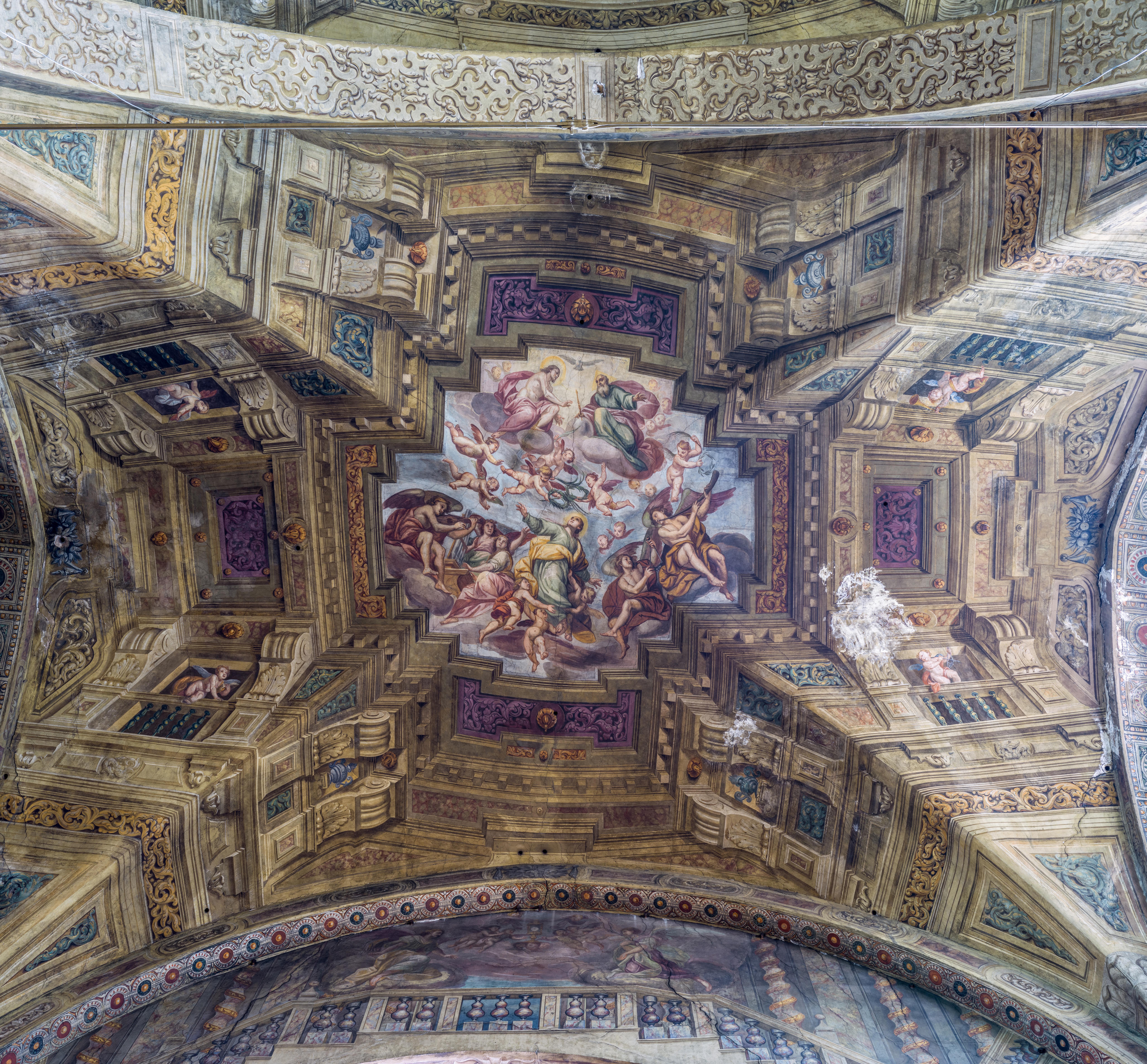
La glorification d'Agathe de Catane par Pompeo Ghitti ainsi qu'une peinture architecturale de Pietro Antonio Sorisene dans l'église Sainte-Agathe à Brescia. Photo octobre 2019.
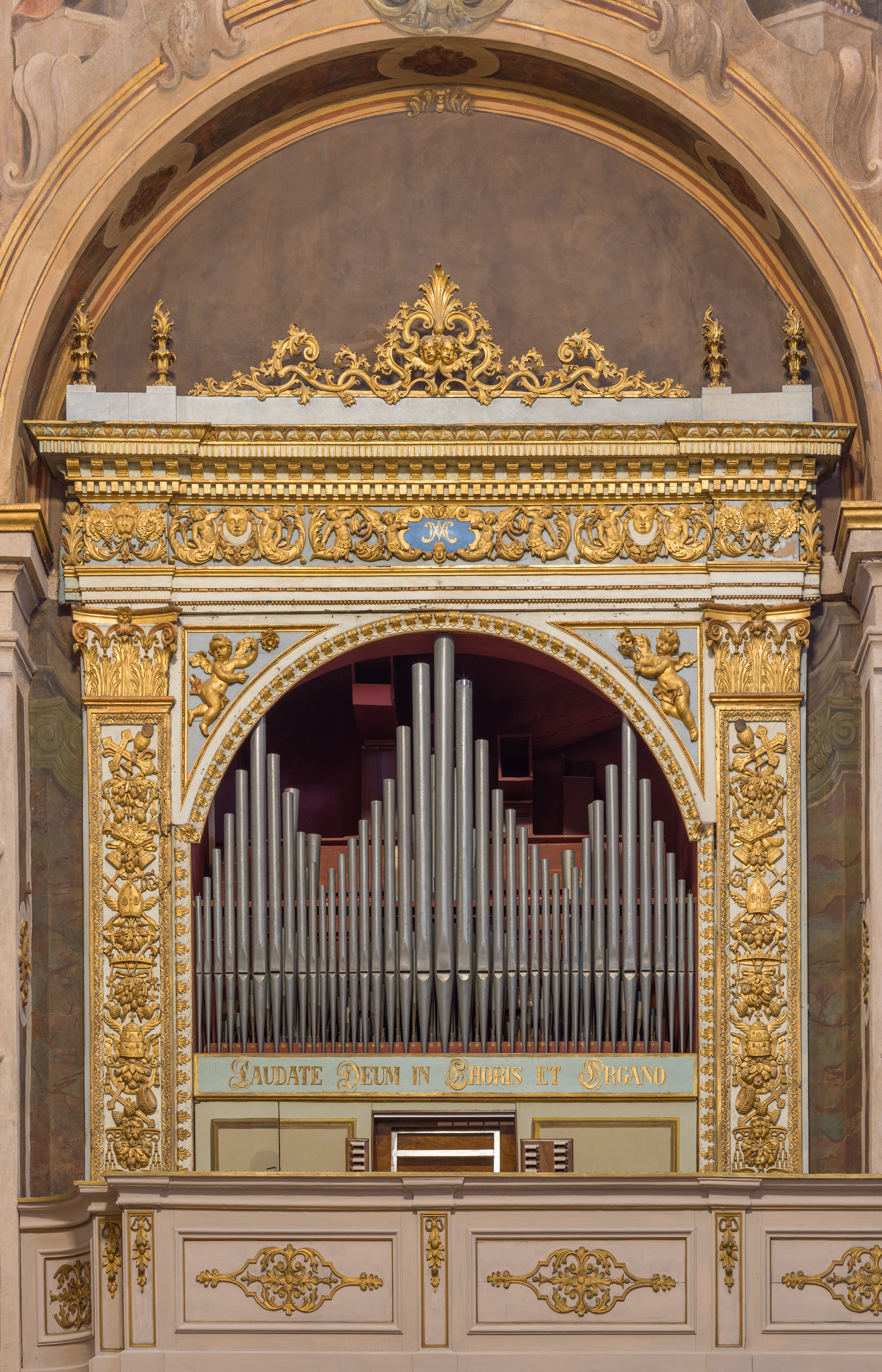
Un orgue dans l'église « Santa Maria della Carità » à Brescia. Photo novembre 2019.
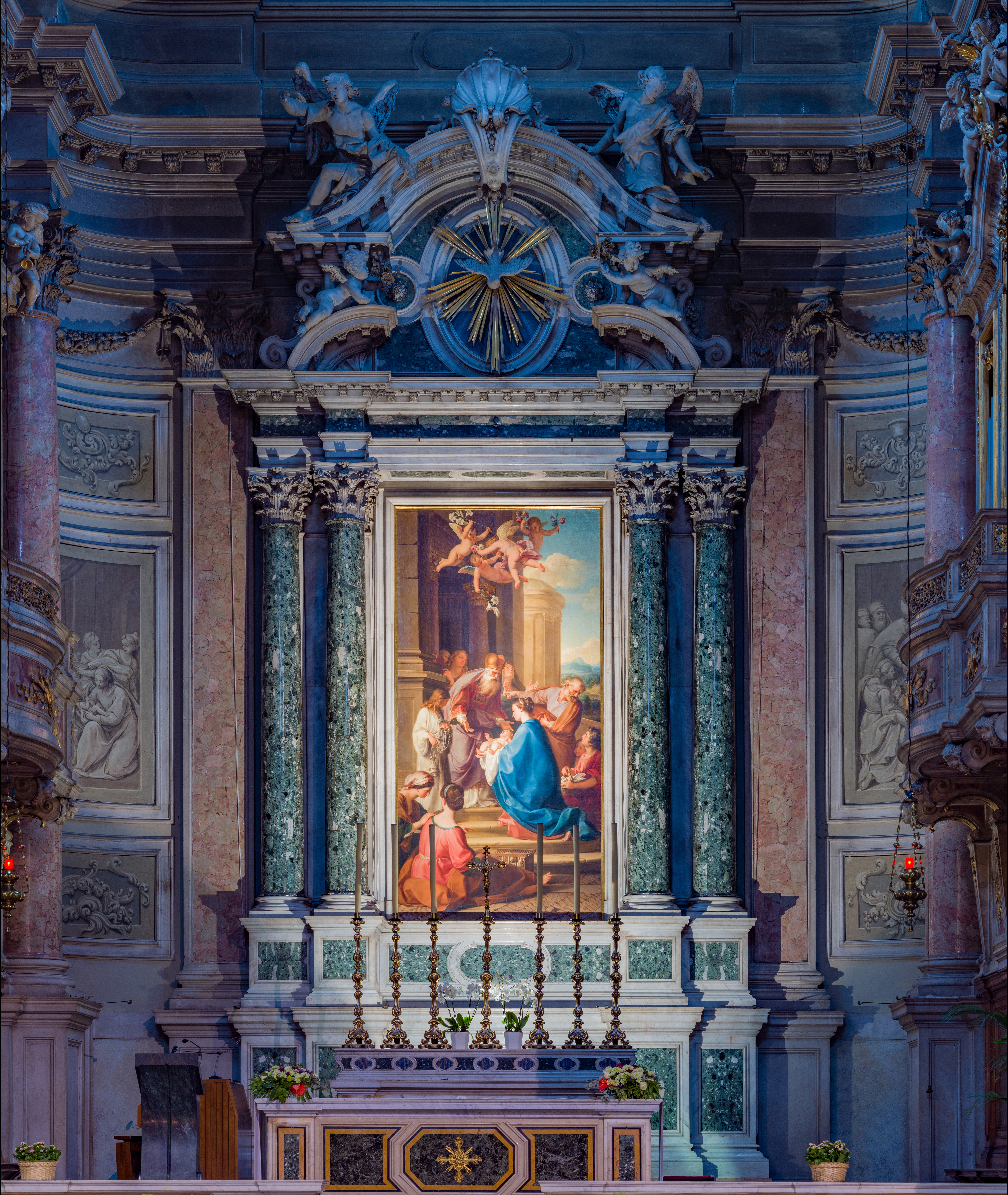
Le chœur de l' Église Santa Maria della Pace de Brescia , orné d'un tableau de Pompeo Batoni montrant la présentation de Jésus au Temple. Le tympan (architecture) est décoré de sculptures d'Antonio Calegari. Photo novembre 2020.
Statue d'un évangéliste dans l'église Sainte-Marie-de-la-paix. Mars 2021.
Le plafond de Chiesa di Sant'Afra (it), à la gloire de sainte Euphémie (voir Euphémie de Chalcédoine), à Brescia. Mars 2021.
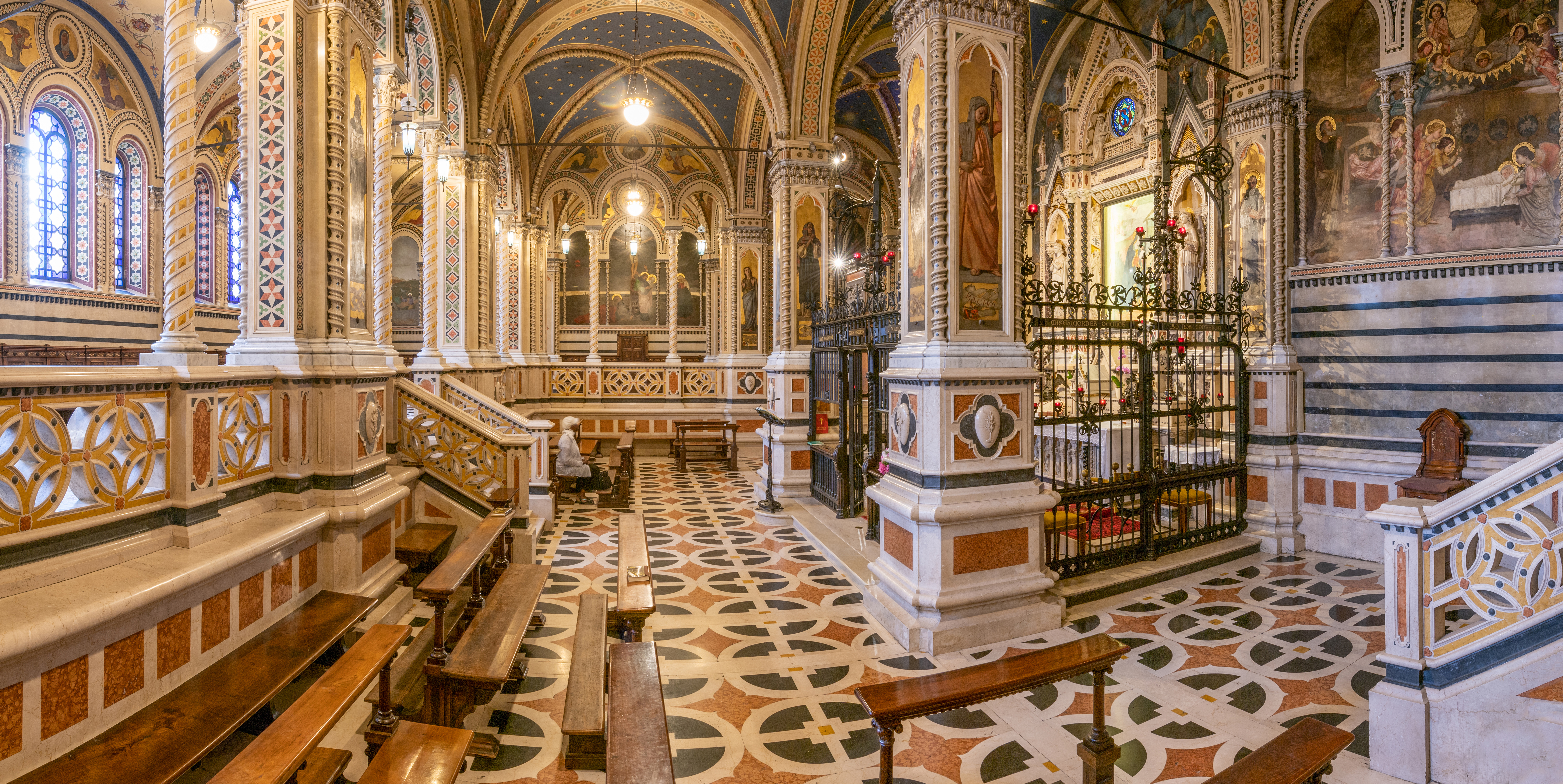
Intérieur de l'église Santuario della Madonna delle Grazie (Brescia) (it). Juin 2019.

### Musées
La ville comprend plusieurs musées d'arts et histoire et un musée consacré aux sciences naturelles :
- le Tempio Capitolino, construit sous Vespasien, et le Teatro Romano, construit sous l'empereur Auguste, théâtre qui pouvait accueillir près de 15 000 personnes ; il servit jusqu'au Moyen Âge à différentes manifestations et réunions du peuple brescian ;
- le Museo di Santa Giulia ;
- le Museo dell'età Cristiana ;
- le Museo Marzoli (musée des Armes « Luigi Marzoli ») : musée consacré aux armures et armes du Moyen Âge (dans une des salles du château) ;
- la pinacothèque Tosio Martinengo ;
- la Galleria d'Arte Moderna.

## Évêché
- Diocèse de Brescia,
- Nouvelle cathédrale

## Économie
Brescia est la deuxième ville la plus peuplée de la Lombardie et le premier centre industriel d'Europe,. L'aire bresciane est composée de près de 121 040 entreprises. La chambre de commerce annonce pour le second trimestre 2010 la création de 635 nouvelles entreprises. Les secteurs en croissance sont ceux de la construction, du commerce, du logement et de la restauration. Le taux de chômage y est l'un des plus bas de l'Union européenne, avec une moyenne de 1,8 %. La ville est la quatrième place forte bancaire d'Italie.
Brescia possède  de nombreuses industries mécaniques et pharmaceutiques ainsi que des industries manufacturières dans les domaines chimique, textile et métallurgique.
Les industries alimentaires concourent également à la puissance économique de la ville.
La ville est le siège de la fabrication des armes Beretta et Perazzi.
Les établissements Wührer produisent la bière la plus ancienne d'Italie depuis 1829.
Dans la province de Brescia, dans la région Franciacorta on y trouve le vin mousseux homonyme.
Brescia est également la ville qui compte le plus d'immigrés en Italie soit 19 % de la population de la ville.

## Personnalités
- Rothari, duc lombard de Brescia, élu roi des Lombards d'Italie de 636 à 652
- Rodoald (né après l'an 620), roi lombard d'Italie du milieu du VIIe siècle
- Didier de Lombardie (v. 710 - † ap. 774), dernier roi des Lombards d'Italie (757-774)
- Louis II le Jeune (825- † 12 août 875), fils aîné de Lothaire Ier, roi d'Italie en 844, puis empereur d'Occident en 850.

Moyen Âge
- Arnaud de Brescia (né vers 1100 et supplicié en 1155), théologien, influencé par l'école de logique de Pierre Abélard, condamné pour hérésie, pour avoir prôné l'accroissement de l'influence des laïcs et voulu cantonner le pape à son rôle religieux, en lui supprimant, en conséquence, son pouvoir temporel.

Renaissance
- Les Antegnati : famille de constructeurs d'orgues et d'épinettes du XVe au XVIIIe siècle
- Giovanni Gerolamo Savoldo (1480 - après 1548) peintre né à Brescia
- Niccolò Fontana, dit Tartaglia (« Le Bègue ») (1499-1557), mathématicien né à Brescia
- Gasparo Cairano, sculpteur italien de la Renaissance, mort à Brescia.
- Girolamo di Romano, dit Il Romanino (1484-1566), peintre né à Brescia
- Alessandro Bonvicino dit Il Moretto da Brescia (1498-1554), peintre
- Agostino Gallo (1499-1570), agronome du XVIe siècle né à Brescia, considéré comme le père ou le restaurateur de l'agriculture italienne
- Antonio Scandello (1517-1580), compositeur de musique à l'époque de la Renaissance
- Bartolomeo Arnigio (1523-1577), écrivain
- Lucia Albani Avogadro, morte à Brescia en 1568, poétesse italienne, membre de la famille Albani

Époque moderne
- Ottavio Rossi (1570-1630), archéologue et littérateur
- Benedetto Castelli (1577-1643), mathématicien, disciple de Galilée
- Carlo Francesco Pollarolo (c. 1653-1723), compositeur d’opéras, de cantates et maître de chapelle de la Basilique Saint-Marc de Venise.
- Giulio Taglietti (1660-1718), compositeur
- Giovanni Buzzoleni (c. 1664-1722), chanteur ténor opératique, originaire de et mort à Brescia, très admiré en son temps à Venise, Milan, Modène,  Naples et Vienne, entre autres.
- Paolo Gagliardi (1675-1742), ecclésiastique et érudit
- Pietro Chiari (1712-1785), dramaturge, romancier et librettiste
- Giacomo Ceruti  (1698-1767), peintre qui s'installe à Brescia dans sa jeunesse. À dix-huit ans, il y épouse Angiola Carozza, une femme de vingt ans son aînée. Ses tableaux les plus importants ont été peints dans cette ville. En 1736, il part pour Venise[14].
- Girolamo Francesco Cristiani, ingénieur et économiste
- Antonio Brognoli (1723-1807), poète et historien
- Ferdinando Gasparo Turrini (1745-1820), organiste et compositeur italien
- Federico Mazzucchelli (1747-1805), homme politique et écuyer, publia Elementi di Cavallerizza
- Ludovic Pavoni (1784-1849), prêtre catholique, fondateur des Fils de Marie Immaculée

XIXe siècle
- Giacomo Rossetti (1807-1882), photographe actif à Brescia
- Marie-Crucifiée de Rosa (1813-1855), sainte et religieuse catholique, fondatrice de la congrégation des ancelles de la Charité
- Tito Speri (1825-1853), patriote et héros du Risorgimento
- Giuseppe Zanardelli (1826-1903), homme politique, Président du Conseil italien de 1901 à 1903.
- Camillo Golgi (1843-1926), né à Corteno dans la province de Brescia, médecin, Prix Nobel de médecine en 1906
- Le pape Paul VI est né à Concesio, près de Brescia, le 26 septembre 1897
- Arnaldo Zuccari, peintre né et mort à Brescia.

Contemporains
- Felice Bonetto (1903-1953), pilote automobile
- Gian Maria Ghidini (1911-1974), entomologiste, herpétologiste et spéléologue, né à Brescia.
- Paul Facchetti, (1912-2010), photographe et galeriste à Paris, il a révélé les artistes du mouvement de l'Abstraction Lyrique
- Guido Carli (1914-1993), économiste et homme politique
- Arturo Benedetti Michelangeli (1920-1995), pianiste
- Emanuele Severino (né le 26 janvier 1929) est un philosophe, universitaire et compositeur
- Ettore Bugatti (1881-1947), fondateur de l'entreprise automobile Bugatti, gagne les 1, 2, 3 et 4e prix dans le Grand Prix des voiturettes à Brescia en 1910, ensuite apparaissent des modèles nommés Brescia en 1913
- Lento Goffi (1923-2008), poète, critique littéraire et journaliste
- Lucia Ripamonti (1909-1954), religieuse béatifiée
- Giacomo Agostini (né le 16 juin 1942), plusieurs fois champion du monde de vitesse moto
- Iginio Massari (né le 29 août 1942) est un maître pâtissier-chocolatier et personnalité de la télévision
- Fausto Leali (né le 29 octobre 1944) est un chanteur
- Bruno Giacomelli (né le 10 septembre 1952), pilote de Formule 1
- Ezio Gamba (né le 2 décembre 1958), judoka, champion olympique.
- Philippe Léveillé (br) (né le 27 juillet 1963) est un chef cuisinier, restaurateur et personnalité de la télévision
- Mario Chiesa (né le 17 novembre 1966), ancien coureur cycliste italien
- Enrico Zaina (né le 27 septembre 1967), ancien coureur cycliste italien
- Francesco Renga (né le 12 juin 1968), est un auteur-compositeur-interprète
- Fabio Volo (né le 23 juin 1972), est un écrivain, acteur et présentateur italien
- Andrea Pirlo (né le 19 mai 1979), est un joueur de football
- Nadia Toffa (née le 10 juin 1979), est une présentatrice de télévision, connue pour sa participation à l'émission Le Iene
- L'Aura (née le 13 août 1984), est une chanteuse, parolière, compositrice, pianiste et violoniste
- Mario Balotelli (né le 13 août 1990), est un joueur de football

### Naissance à Brescia
- Luigi Avogadro, né à Brescia à une date inconnue, et mort à Brescia en février 1512, condottiere ayant pris une part active à la résistance aux Français lors du sac de Brescia le 18 février 1512.
- Alexandre de Brescia issu d’une famille illustre et instruit sur la religion chrétienne, il se rendit à Marseille lorsqu'il était adolescent, auprès de Lazare, évêque de cette ville à l'époque de l’empereur romain Claude qui persécuta les chrétiens.
- Scipione Ugoni (milieu du XVe siècle-1513), condottiere au service de la République de Venise.
- Giovanni Antonio da Brescia (fl. 1490 - 1525), graveur italien de la Renaissance.
- Lorenzo Gambara (1495 ou 1496 - 1586), poète et humaniste italien.
- Francesco Lana de Terzi (1631-1687), prêtre jésuite, mathématicien, naturaliste, pionnier de l'aéronautique
- Faustino Bocchi (1659-1742), peintre italien.
- Bienheureuse Marie Madeleine Martinengo (1687-1737), religieuse capucine
- Giuseppe Fenaroli (1760-1825), homme politique italien des XVIIIe et XIXe siècles.
- Ludovic Pavoni (1784-1849), prêtre, fondateur des Fils de Marie Immaculée, canonisé par l’Église catholique
- Leonida Montanari (1800-1825), carbonaro condamné à mort exécuté par décapitation.
- Arcangèle Tadini (1846-1912), prêtre italien, fondateur des sœurs ouvrières de la Sainte Maison de Nazareth
- Jean Baptiste Piamarta (1841-1913), fondateur de la Congrégation de la Sainte Famille de Nazareth, canonisé par l’Église catholique
- Giuseppe Tovini (1841-1897), banquier italien, béatifié en 1998 par Jean-Paul II.
- Zoe Incrocci (1917-2003), actrice de cinéma
- Agenore Incrocci (1919-2005), scénariste de films
- Mario Cecchi Gori (1920-1993), producteur de cinéma italien.

## Tourisme et loisirs

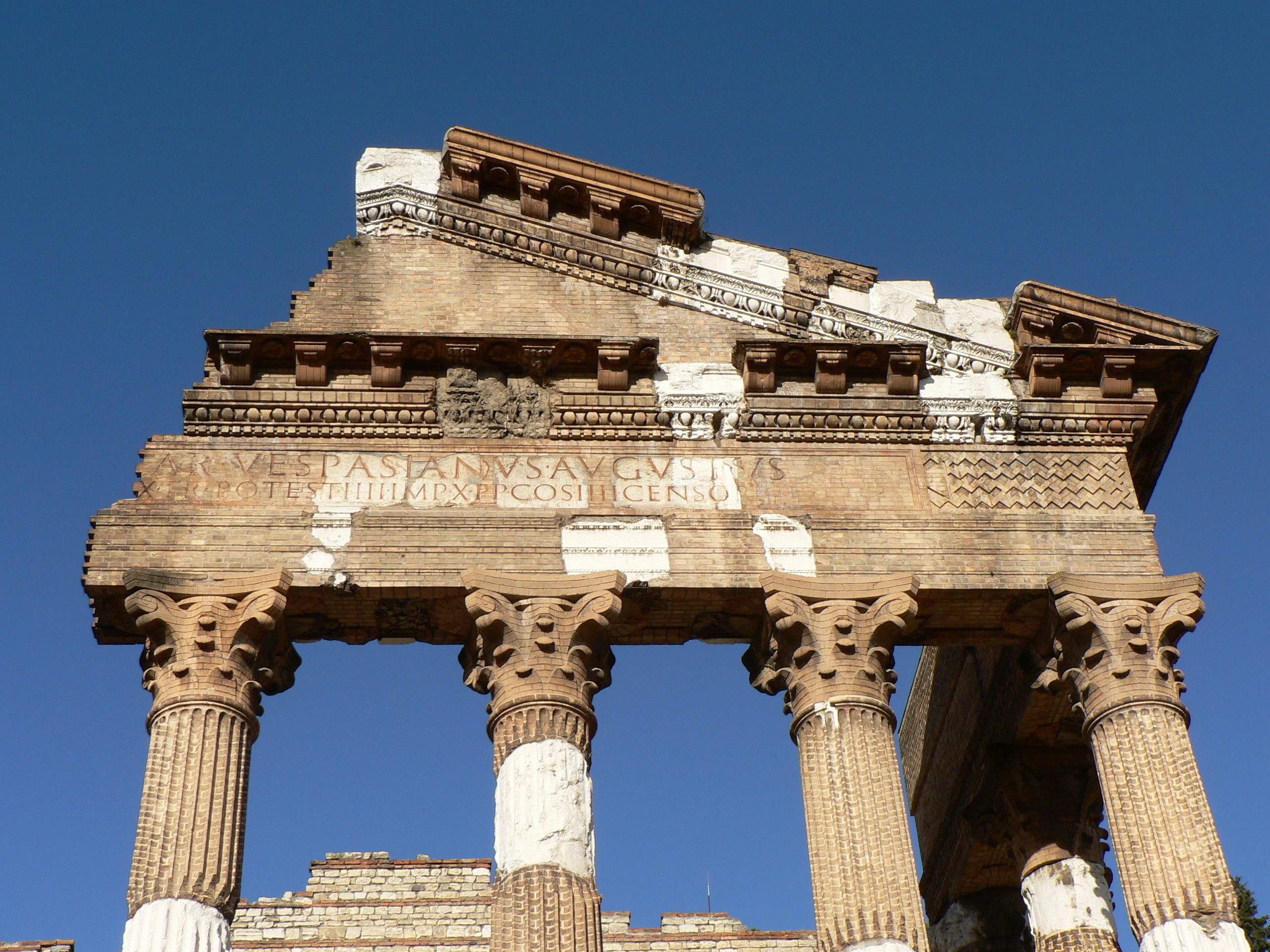
Restes du Capitolium à Brescia.

Brescia est au cœur de la région des lacs italiens : lac de Garde appelé aussi Benaco et lac d'Iseo appelé aussi Sebino. Le val Camonica au nord de la ville est riche en témoignages de la Préhistoire (nombreuses peintures rupestres).
Trente monuments sont cités, parmi lesquels certains sont en cours de restauration.

## Transports

### Transports ferroviaires
- La ville est desservie par les trains de Trenitalia, entreprise du groupe des chemins de fer de l'État italien.

### Transports routiers
- Autoroute A4

### Transports aériens
L'aéroport de Brescia-Montichiari Gabriele D'Annunzio, inauguré en 1999, se trouve à 15 km du centre de la ville, sur le territoire de la commune de Montichiari.

### Transports urbains
- Métro de Brescia, mise en service le 2 mars 2013
- Bus : urbain et interurbain
- Taxi (dont des taxis « collectifs »)
- Pistes cyclables pour vélo
- Brescia Mobilité[17]
- Transport public de Brescia[18]

## Presse
- Il giornale di Brescia
- Bresciaoggi
- Corriere della Sera Brescia
- BsNews.it

## Administration
| Période                                  | Période           | Identité                       | Étiquette      | Qualité                   |
| ---------------------------------------- | ----------------- | ------------------------------ | -------------- | ------------------------- |
| 1er mai 1945                             | 16 juin 1948      | Guglielmo Ghislandi            | PSI            | avocat                    |
| 16 juin 1948                             | 15 mai 1975       | Bruno Boni                     | DC             | géomètre                  |
| 15 mai 1975                              | 14 octobre 1985   | Cesare Trebeschi               | DC             | avocat                    |
| 14 octobre 1985                          | 12 août 1990      | Pietro Padula                  | DC             | avocat                    |
| 12 août 1990                             | 15 septembre 1991 | Gianni Boninsegna              | DC             | médecin                   |
| 15 septembre 1991                        | 27 janvier 1992   | Goffredo Sottile               | –              | Commissaire préfectoral   |
| 27 janvier 1992                          | 27 septembre 1992 | Gianni Panella                 | PSI            | syndicaliste              |
| 27 septembre 1992                        | 13 juin 1994      | Paolo Corsini                  | PDS            | professeur                |
| 13 juin 1994                             | 5 décembre 1994   | Romano Fusco Roberto Frassinet | –              | Commissaires préfectoraux |
| 5 décembre 1994                          | 14 décembre 1998  | Fermo Mino Martinazzoli        | PPI            | avocat                    |
| 14 décembre 1998                         | 17 avril 2008     | Paolo Corsini                  | DS / PD        | professeur                |
| 17 avril 2008                            | 12 juin 2013      | Adriano Paroli                 | PdL            | avocat                    |
| 12 juin 2013                             | 31 mars 2023      | Emilio Del Bono                | PD             | avocat                    |
| 20 mai 2023                              | au bureau         | Laura Castelletti              | PD-Az-IV-EV-SI |                           |
| Les données manquantes sont à compléter. |                   |                                |                |                           |

### Hameaux
Fornaci, Sant'Eufemia, San Polo

### Communes limitrophes
Borgosatollo, Botticino, Bovezzo, Castel Mella, Castenedolo, Cellatica, Collebeato, Concesio, Flero, Gussago, Nave, Rezzato, Roncadelle, San Zeno Naviglio

### Évolution démographique
Habitants recensés

## Jumelages
| Ville | Ville        | Pays | Pays          | Période                 |
| ----- | ------------ | ---- | ------------- | ----------------------- |
|       | Bethléem     |      | Palestine     | depuis 2007             |
|       | Biancavilla  |      | Italie        |                         |
|       | Bouaké       |      | Côte d'Ivoire |                         |
|       | Darmstadt    |      | Allemagne     | depuis 1991             |
|       | Kaunas       |      | Lituanie      |                         |
|       | Logroño      |      | Espagne       | depuis le 1er juin 2006 |
|       | Makhatchkala |      | Russie        |                         |
|       | Maringá      |      | Brésil        |                         |
|       | Pescara      |      | Italie        |                         |
|       | Shenzhen     |      | Chine         |                         |
|       | Toluca       |      | Mexique       |                         |
|       | Troyes       |      | France        | depuis le 5 juin 2015   |

## Sports
- Brescia Calcio
- Mille Miglia, course automobile organisée de 1927 à 1957 entre Brescia et Rome.
- Rallye des 1 000 milles, rallye organisé par l'Automobile club de Brescia.